# Ruth Gbagbi
Ruth Marie Christelle Gbagbi (née le 7 février 1994) est une taekwondoïste ivoirienne. Elle concourt dans la catégorie des moins de 67 kg. Représentant la Côte d'Ivoire sur la scène internationale, elle est double médaillée olympique, double championne du monde de taekwondo, septuple Championne d'Afrique, médaillée d'or des Jeux africains, médaillée des Universiades et vice-championne du monde par équipe. En 2023, elle est élue présidente de la commission des athlètes de l'Union Africaine de Taekwondo. En 2024, elle participe pour la troisième fois consécutive aux Jeux olympiques d'été.

## Biographie
Ruth Marie Christelle Gbagbi est née le 7 février 1994 à Abidjan. Depuis toute petite, elle est considérée comme un garçon manqué, du fait de son apparence se rapprochant du style masculin. Avant le taekwondo, « Kiki » a joué au football allant jusqu'à intégrer le centre de formation de son quartier,.
Son amour pour les combats de rues, pousse sa mère à l'inscrire au taekwondo à l'âge de 9 ans. Et, 6 ans plus tard, elle rejoint simultanément les équipes nationales senior et junior de taekwondo.
De parents bété et adioukrou, « Gaspard » (surnom donné par son maître de CE2) ou encore « La Gbabless » (pour ses amis intimes) est célibataire sans enfant et titulaire d'un Master 2 en entraînement sportif à l'Institut national de la jeunesse et des sports,,. La taekwondoïste Cynthia Kragbe est sa meilleure amie.

## Carrière sportive

### Début de carrière
Dès son inscription au club La Source Taekwondo, Ruth est repérée par son entraîneur, George Mezi. Celui-ci décide de la former spécialement car elle a du potentiel à ses yeux. Faisant rapidement ses preuves, en 2009, elle rejoint à la fois les équipes nationales junior et senior. La même année, elle participe pour la première fois aux Championnats d'Afrique de taekwondo 2009 à Yaoundé, au Cameroun. Lors de cette compétition, elle obtient la deuxième place dans la catégorie des moins de 46 kg. Aussi, participe-t-elle aux Championnats du monde de taekwondo 2009, puis de 2010, mais elle repart sans prix.
En 2011, Ruth Marie Christelle Gbagbi prend part aux Jeux africains de 2011, à Maputo, Mozambique, remportant ainsi une médaille de bronze dans la catégorie des moins de 57 kg.

### Saison 2012
Cette année, Ruth Gbagbi remporte la médaille d'or aux Championnats d'Afrique de taekwondo 2012 à Madagascar. Après sa qualification aux Jeux olympiques (J.O) d'Afrique, elle participe à ceux de Londres 2012 dans la catégorie des moins de 67 kg. C'est son adversaire, la coréenne, Kyung Seon qui remporte la victoire. Par la suite elle est repêchée et affronte Helena Fromm en de demi-finale. Cependant, c'est sur un score de (3 - 4) que Ruth s'incline.

### Saison 2013
Au cours de cette année, elle participe à trois compétitions: Les championnats du monde de 2013, le Grand prix de Manchester 2013 et la coupe du monde de taekwondo par équipes 2013. Respectivement pour les deux premiers, elle n'obtient pas de place sur le podium. Quant à la coupe du monde par équipes, c'est au côté ses coéquipières: Diomandé Banassa, Koné Mamina, N'dri Ahou Nadège qu'elle occupera la 3e place remportant de ce fait la médaille de bronze.

### Saison 2014
Après la coupe du monde par équipe de 2013, elle est médaillée d'argent lors de celle de 2014  à Quérétato au Mexique. Dans cette même saison, elle remporte trois médailles lors des Opens internationaux dont l'or à l'Open International de Carthage 2014, en Tunisie, l'argent au Tournoi International de Paris 2014, en France et le bronze à l'Open de Korée 2014.
Aussi compétira-t-elle lors Grand prix de Astana au Kazakhstan, de Suzhou en Chine et de Manchester en Allemagne mais ce sera les mains vides qu'elle reviendra.
Toutefois, sa participation aux Championnats d'Afrique de taekwondo 2014, à Tunis se solde par la médaille d'or.

### Saison 2016
Lors des Jeux olympiques de Rio 2016, elle devient la première femme médaillée olympique de l'histoire de la Côte d'Ivoire, et la première championne du monde ivoirienne, à l'occasion des Championnats du monde de taekwondo 2017, en Corée du Sud.

### Saison 2020
Lors des Jeux olympiques d'été de 2020 à Tokyo, elle décroche une deuxième médaille olympique et devient la seule femme d'Afrique francophone médaillée de cette édition olympique.

### Saison 2024
Au cours de cette année, Ruth Gbagbi participe à plusieurs événements majeurs. En avril, elle remporte la médaille d’or au Grand Prix de Rome. En juin, elle décroche une médaille d’argent aux Championnats d’Afrique, consolidant sa suprématie continentale.
Ruth Gbagbi s’entraîne en Espagne en vue des Jeux olympiques de Paris en 2024, aux côtés de son compatriote Cheick Cissé. Ce choix stratégique lui permet de bénéficier d’infrastructures de haut niveau et d’un encadrement technique adapté à ses ambitions olympiques. Lors des jeux, elle s'incline  au premier combat face à la Hongroise Viviana Marton, avec un score de 1 à 2. Lors du tour de repêchage, elle perd à nouveau, cette fois contre l'Américaine Kristina Teachout, sur le même score de 1 à 2. Elle termine ces Jeux à la 7e place de sa catégorie. Ce résultat marque la fin de son parcours aux Jeux olympiques d'été de 2024, où elle n'a pas réussi à décrocher de médaille.

## Décorations et distinctions
En 2016, elle a été élevée au grade d'Officier de l'Ordre National du Mérite par le Président de la République de Côte d'Ivoire, Alassane Ouattara, lors d'une cérémonie de décoration au Palais de la Présidence.
Elle obtient le Prix de l'Excellence 2013, 2017 et 2021, décerné par le Président de la République de Côte d'Ivoire, Alassane Ouattara.
Elle est également lauréate du Prix d'honneur lors de la 1re édition du Gala annuel du sport ivoirien, dans la catégorie sport de combats.

## Autres activités

### Ambassadrice
En 2014, elle a été nommée ambassadrice des Jeux Olympiques de la Jeunesse de Nanjing par le Comité Olympique.
Ambassadrice de la Fondation Heart Angel, fondée par la franco-canadienne Marlene Harnois, elle œuvre pour la promotion de l'éducation, la culture et les valeurs du sport afin d'accompagner la jeunesse ivoirienne dans la réalisation de leurs rêves.
En 2021, elle est désignée, en tant qu'ambassadrice de la culture et de la paix, par l'UNESCO.
En 2022, elle devient ambassadrice du sport féminin à l'AGORA, un complexe sportif situé à Koumassi, en Côte d'Ivoire. En effet, lors de la ratification d'un accord de partenariat entre la Direction des sports de masse et du genre, pour le compte du ministère des Sports et Ivoire, pour le programme AGORA, le 26 octobre 2022, Ruth Gbagbi est nommée comme l'ambassadrice du sport féminin,.
À l'occasion de la célébration de la journée internationale des droits de la femme organisée par Orange Bank Africa, le 8 mars 2024, la première championne du monde ivoirienne signe une convention, avec la banque, faisant d'elle une ambassadrice pour celle-ci,,.

## Compétitions

### Jeux olympiques
- Médaille de bronze dans la catégorie des moins de 67 kg, aux Jeux olympiques d'été de 2020, à Tokyo, (Japon)
- Médaille de bronze dans la catégorie des moins de 67 kg, aux Jeux olympiques 2016, à Rio de Janeiro, (Brésil)

### Championnats du monde
- Médaille d'or dans la catégorie des moins de 67 kg, aux Championnats du monde féminins de taekwondo 2021, à Riyad, (Arabie saoudite)[21]
- Médaille d'or dans la catégorie des moins de 62 kg, aux Championnats du monde de taekwondo 2017, à Muju, (Corée du Sud)
- Médaille de bronze dans la catégorie des moins de 67 kg aux Championnats du monde de taekwondo 2023 à Bakou, (Azerbaïdjan)[22]

### Coupe du Monde par équipe
- Médaille d'argent à la Coupe du monde de taekwondo par équipes 2018, à Fujairah, Émirats arabes unis
- Médaille d'argent à la Coupe du monde par équipe 2014, à Quérétato, Mexique
- Médaille de bronze à la Coupe du monde par équipe 2013, à Abidjan, Côte d'Ivoire

### Universiade
- Médaille de bronze dans la catégorie des moins de 62 kg, à l'Universiade d'été de 2015, à Gwangju, en Corée du Sud

### Grand Slam
- Médaille d'or au Grand Slam de Wuxi 2017, en Chine
- Médaille d'argent au Grand Slam de Wuxi 2019, en Chine
- Médaille de bronze au Grand Slam de Wuxi 2018, en Chine

### Grand Prix
- Médaille d'or au Grand Prix de Paris 2022, en France
- Médaille d'or au Grand Prix Final de Moscou 2019, en Russie
- Médaille d'or au Grand Prix de Sofia 2019, en Bulgarie
- Médaille d'or au Grand Prix de Moscou 2017, en Russie
- Médaille d'argent au Grand Prix de Londres 2017, au Royaume-Uni
- Médaille de bronze au Grand Prix de Rome 2022, en Italie
- Médaille de bronze au Grand Prix de Rabat 2017, au Maroc
- Médaille de bronze au Grand Prix d'Abidjan 2017, en Côte d'Ivoire

### Jeux africains
- Médaille d'or dans la catégorie des moins de 62 kg, aux Jeux africains de 2015 au Congo - Brazzaville
- Médaille de bronze dans la catégorie des moins de 57 kg, aux Jeux africains de 2011, à Maputo, Mozambique

### Championnats d'Afrique
- Médaille d'or dans la catégorie des moins de 67 kg, aux Championnats d'Afrique de taekwondo 2023, à Abidjan, en Côte d'Ivoire[23]
- Médaille d'or dans la catégorie des moins de 67 kg, aux Championnats d'Afrique de taekwondo 2022, à Kigali, au Rwanda[24]
- Médaille d'or dans la catégorie des moins de 67 kg, aux Championnats d'Afrique de taekwondo 2021, à Dakar, au Sénégal
- Médaille d'or dans la catégorie des moins de 67 kg, aux Championnats d'Afrique de taekwondo 2018, à Agadir, au Maroc
- Médaille d'or dans la catégorie des moins de 62 kg, aux Championnats d'Afrique de taekwondo 2016, à Port-Said, en Égypte[25]
- Médaille d'or dans la catégorie des moins de 62 kg, aux Championnats d'Afrique de taekwondo 2014, à Tunis, en Tunisie
- Médaille d'or dans la catégorie des moins de 62 kg, aux Championnats d'Afrique de taekwondo 2012, à Antananarivo, Madagascar
- Médaille d'argent dans la catégorie des moins de 46 kg, aux Championnats d'Afrique de taekwondo 2009, à Yaoundé, Cameroun.

### President's Cup
- Médaille d'or à la President's Cup Africa 2019, à Agadir, Maroc
- Médaille d'or à la President's Cup Europe 2018, à Athènes, Grèce
- Médaille d'or à la President's Cup Africa 2017, à Agadir, Maroc
- Médaille d'argent à la President's Cup Africa 2018, à Agadir, Maroc
- Médaille d'argent à la President's Cup Africa 2023, au Caire, Égypte
- Médaille de bronze à la President's Cup America 2017, à Las Vegas, États-Unis

### Opens internationaux
- Médaille d'or à l'Open International de Slovénie 2023
- Médaille d'or à l'Open International d'Espagne 2021
- Médaille d'or à l'Open International de Croatie 2019
- Médaille d'or à l'Open International d'Allemagne 2016
- Médaille d'or à l'Open International de Carthage 2014, en Tunisie
- Médaille d'or à l'Open d'Alexandrie 2015, en Égypte
- Médaille d'argent à l'Open International de Roumanie 2019
- Médaille d'argent au Tournoi International de Paris 2014, en France
- Médaille de bronze au Tournoi International de Paris 2022, en France
- Médaille de bronze à l'Open de Belgique 2019
- Médaille de bronze à l'Open d'Espagne 2015
- Médaille de bronze à l'Open de Luxor 2015, en Égypte
- Médaille de bronze à l'Open de Korée 2014